# Royal Hospital Chelsea
Il Royal Hospital Chelsea è una casa di riposo e di cura per ex militari, che ospita circa 300 veterani dell'esercito britannico. Fondato come ospizio — l'antico senso della parola "ospedale" — dal re Carlo II nel 1682, è un'area di 66 acri (27 ha) situata sulla Royal Hospital Road a Chelsea, Londra. Si tratta di un ente di beneficenza indipendente che si avvale in parte di donazioni per coprire i costi di gestione quotidiana volti a fornire assistenza e alloggio ai veterani.
I residenti sono conosciuti come Chelsea Pensioners. I giardini del Royal Hospital sono classificati di II grado nel Registro dei parchi e giardini storici.

## Storia

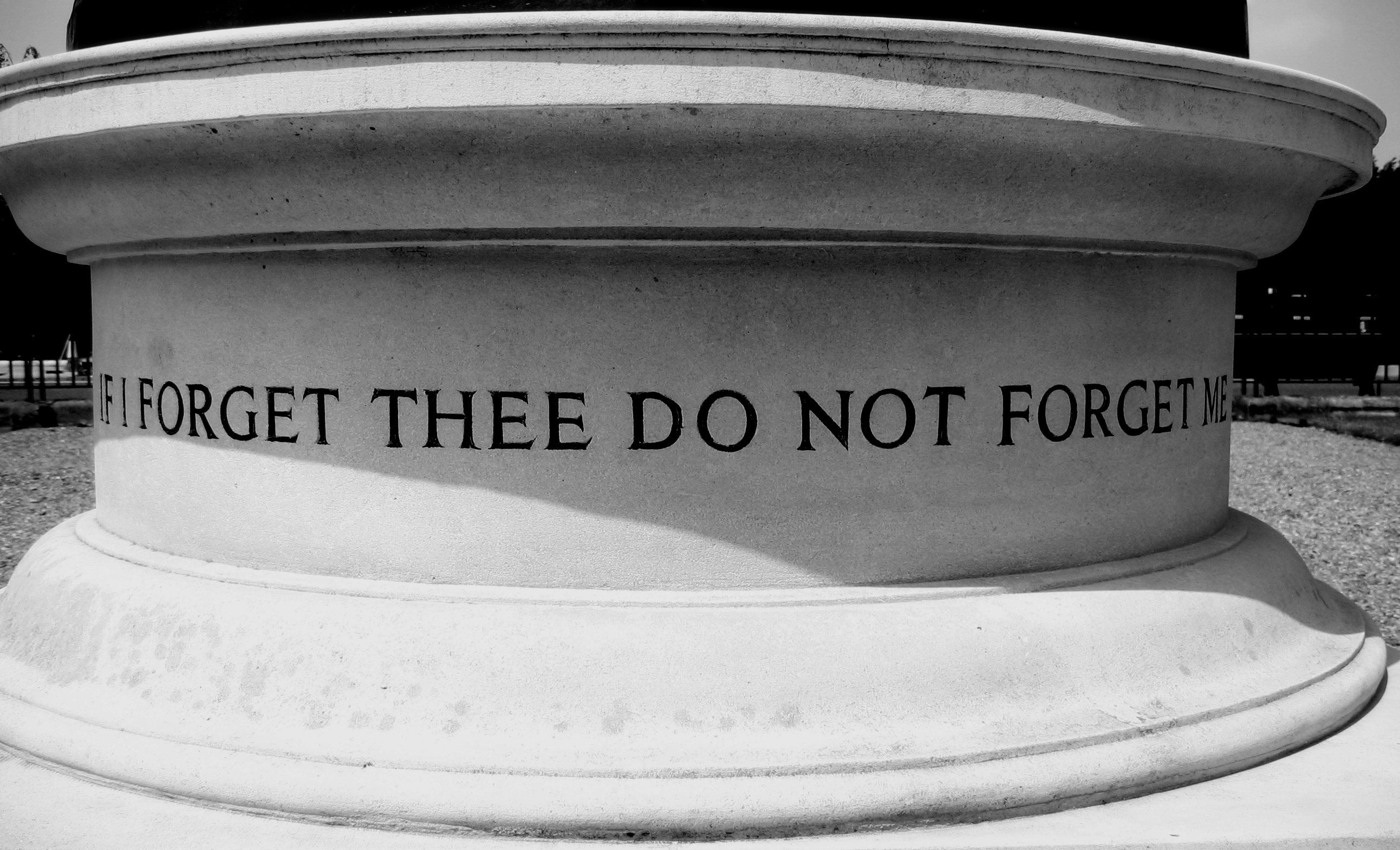
Un'iscrizione sulla statua di un pensionato fuori dall'ospedale

Carlo II fondò il Royal Hospital come luogo di ritiro per veterani nel 1682. L'istituzione di un luogo di ritiro per i reduci, anziché il pagamento di pensioni, si è ispirata all'Hôtel des Invalides di Parigi. Il sito scelto per il Royal Hospital era un'area di Chelsea che ospitava un edificio mai terminato, il Chelsey College, un college teologico fondato da Giacomo I nel 1609.

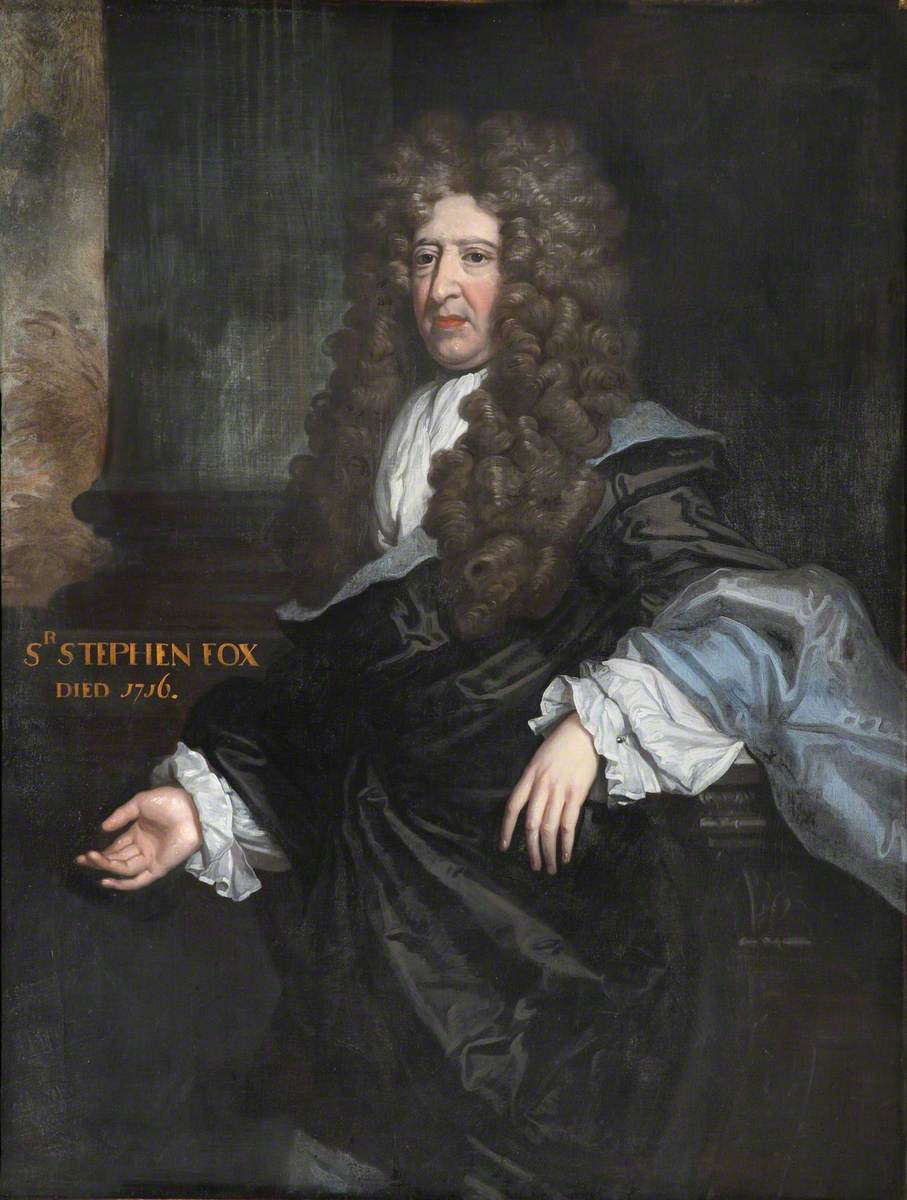
Sir Stephen Fox (1627–1716), ispiratore della fondazione dell'ospedale e generoso benefattore. Ritratto di John James Baker, collezione del Royal Hospital Chelsea

A precorrere la fondazione fu l'istituzione, nel 1677, di pensioni per "ufficiali riformati [vale a dire ufficiali di reggimenti sciolti] e soldati mutilati". La principale forza ispiratrice dietro la fondazione dell'ospedale fu Sir Stephen Fox (1627–1716), Paymaster of the Forces e fidato e capace amministratore reale; nel 1681 Fox e il re avviarono i progetti di un ospedale permanente per soldati disabili. Il 22 dicembre 1681 furono emesse lettere patenti che notificavano l'intenzione del re di costruire "un ospedale per il soccorso dei soldati di terra che sono, o saranno, anziani, zoppi o infermi nel servizio alla Corona". A questo scopo nominò "Ricevitore generale e tesoriere del denaro raccolto per la costruzione e la manutenzione dell'ospedale" Nicholas Johnson (m. 1682), cognato di Fox e suo successore nell'incarico. L'incarico di "ricevitore o pagatore e tesoriere" fu ricoperto da tutti i successivi Paymaster of the Forces fino a quando quest'ultimo incarico non fu abolito nel 1836. Lo stesso Fox, "il cittadino più ricco dei tre regni", donò 13.000 sterline per il nuovo ospedale (equivalenti a £2.606.000 nel 2023).
Il Royal Hospital aprì le sue porte nel 1692 per "aiutare e soccorrere" i veterani. Tra i primi soldati ammessi ci furono anche i feriti della battaglia di Sedgemoor. Wren ampliò il suo progetto originale aggiungendo due ulteriori quadrilateri a est e a ovest della corte centrale; questi erano rispettivamente conosciuti come "Light Horse Court" e "College Court".

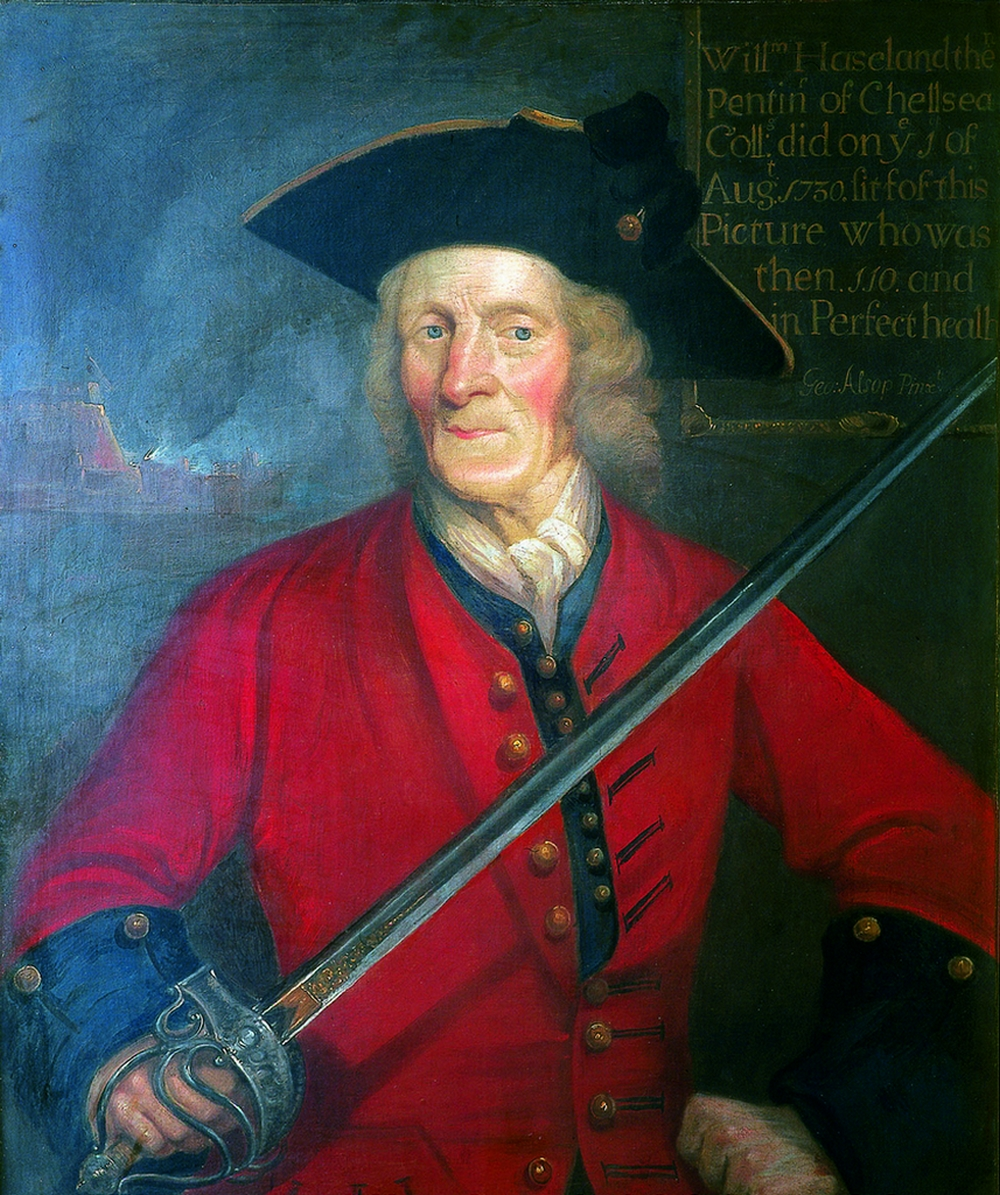
Sergente William Hiseland (1620–1732), cavalier della guerra civile inglese e uno dei primi pensionati a essere ammesso al Royal Hospital

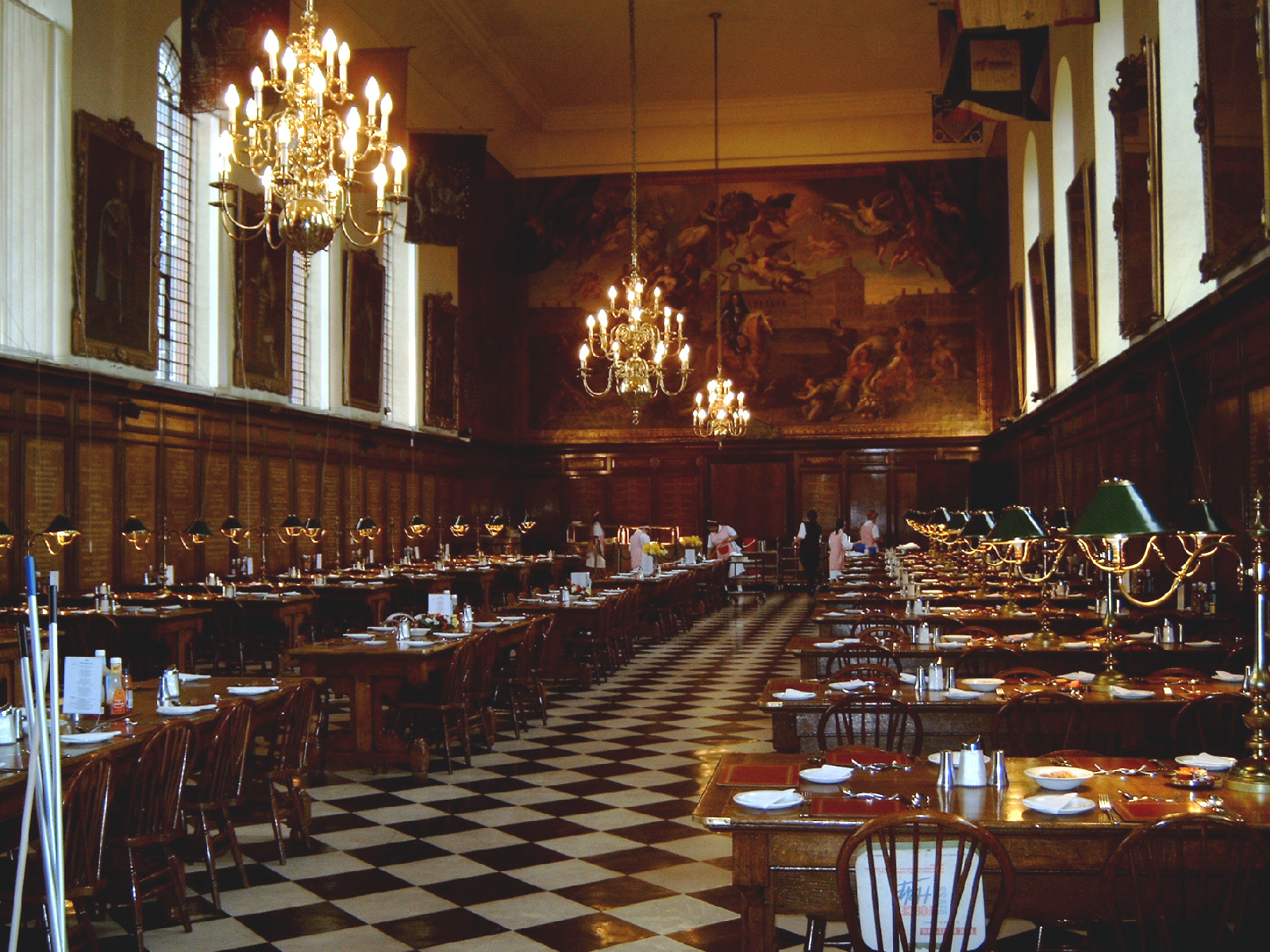
La Sala Grande

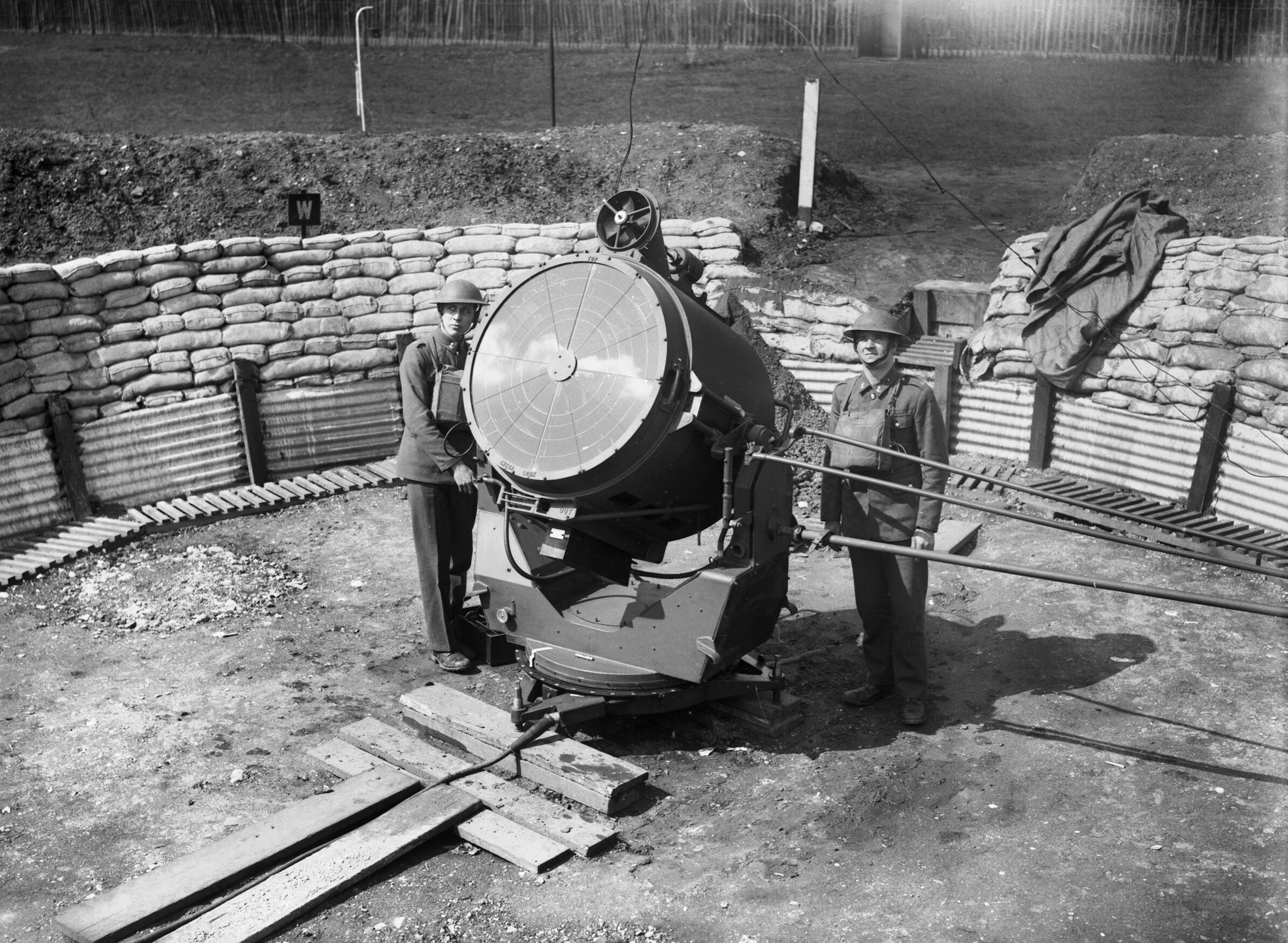
Un proiettore antiaereo e relativo personale, 17 aprile 1940

Sir John Soane, nella prima parte del XIX secolo, progettò e costruì un nuovo edificio per l'infermeria che si trovava a ovest dell'edificio principale sul sito dell'attuale National Army Museum e fu distrutto dai bombardamenti durante la seconda guerra mondiale. Fu sostituito da una moderna infermeria ubicata a est dell'edificio principale e inaugurata dalla regina Elisabetta, la regina madre, nel 1961.
L'infermeria degli anni sessanta fu demolita per far posto alla Margaret Thatcher Infirmary, progettata da Sir Quinlan Terry e completata nel 2008, che costituisce una casa di cura all'avanguardia.

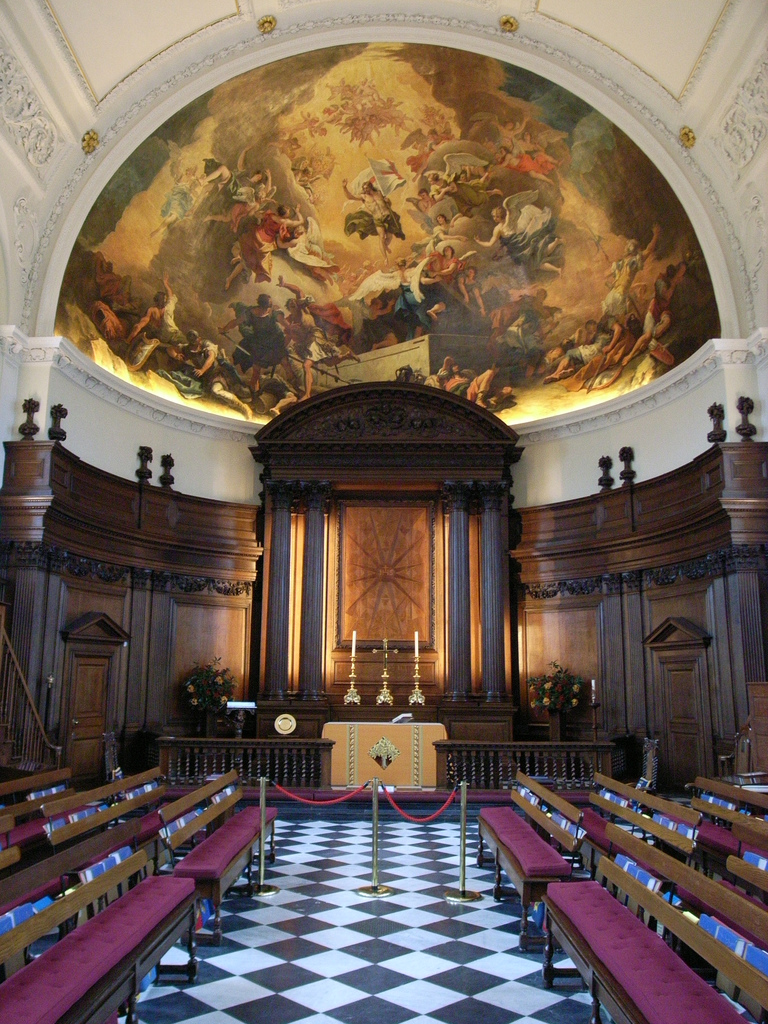
La cappella, Royal Hospital Chelsea (1681–91), di Christopher Wren

Nel 2002 la mazza cerimoniale del sovrano è stata consegnata all'ospedale – fino ad allora l’ospedale non aveva avuto colori o segni distintivi – e viene ora portata in tutti gli eventi cerimoniali dell'ospedale. La mazza fu progettata da Charles Webb e Aubrey Bowden e realizzata dal maestro orafo Norman Bassant. La coppa della mazza è decorata con ghiande ed è sormontata dalla corona di Sant'Edoardo.
Nel marzo 2009 sono state ammesse come pensionate le prime due donne nei 317 anni di storia dell'ospedale.
Winifred Phillips si formò come infermiera e in seguito si unì all'Auxiliary Territorial Service nel 1948, prima di arruolarsi nel Women's Royal Army Corps nel 1949, mentre prestava servizio in Egitto. Dopo 22 anni di servizio si ritirò con il grado di Warrant Officer di seconda classe.
Dorothy Hughes si arruolò nell'esercito britannico nel 1941, all'età di 18 anni, e in seguito prestò servizio nella 450ª batteria antiaerea pesante della divisione di Londra. Nel 1945 la batteria venne schierata nei pressi di Dover per la difesa dagli attacchi delle bombe volanti V1. Si ritirò con il grado di sergente

### Uniforme
I Chelsea Pensioners hanno il diritto di entrare e uscire dal Royal Hospital come preferiscono e possono indossare abiti civili ovunque vadano. Tuttavia, all'interno dell'ospedale e nelle zone circostanti, i pensionati sono incoraggiati a indossare un'uniforme blu (conosciuta affettuosamente come "blues"). Se si allontanano dal Royal Hospital, dovranno indossare i caratteristici cappotti scarlatti anziché l'uniforme blu. I cappotti scarlatti vengono indossati anche nelle occasioni cerimoniali, accompagnati da cappelli a tricorno (altre volte viene indossato uno sciaccò a punta).
In uniforme, i pensionati indossano i loro nastri e i distintivi del grado che hanno raggiunto prestando servizio nell'esercito. Possono anche indossare altre insegne che hanno guadagnato durante il servizio, e molti pensionati ora indossano i distintivi di lancio col paracadute o dei SAS.
C'è una leggenda secondo cui Nell Gwyn, l'amante di Carlo II, suggerì i cappotti rossi per i pensionati di Chelsea perché ricordava che i pensionati del Coningsby Hospital di Hereford (la sua presunta città natale) indossavano cappotti dello stesso colore.

### Giorno del Fondatore
Il Royal Hospital Founder's Day si svolge ogni anno intorno al 29 maggio – il compleanno di Carlo II d’Inghilterra e la data del suo ritorno al trono nel 1660. È anche conosciuto come Oak Apple Day, poiché commemora la fuga del futuro re dopo la sconfitta nella battaglia di Worcester nel 1651, quando si nascose in un albero di quercia per evitare la cattura da parte delle forze parlamentari. Nel giorno del Fondatore, i pensionati del Royal Hospital vengono passati in rivista da un membro della famiglia reale britannica.

### Statua di Carlo II

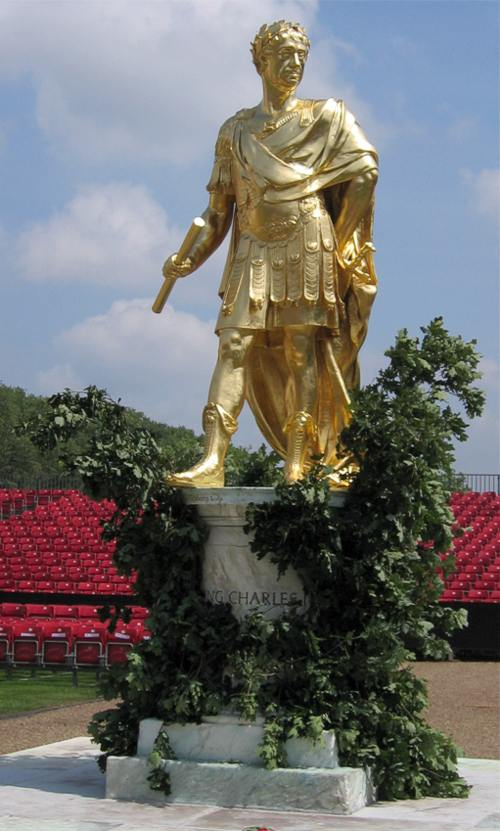
La statua di Carlo II nella Figure Court del Royal Hospital Chelsea.

La statua di re Carlo II, alta 229 cm che si trova nella corte centrale (la Figure Court) dell'ospedale è stata fusa in lega di rame da Grinling Gibbons; era originariamente dorata ma è stata bronzata nel 1787. Nel 2002, la statua è stata ridorata per celebrare il Giubileo d'oro della Regina Elisabetta II.

### Cappella
La cappella dell'ospedale fu progettata da Sir Christopher Wren ed è un raro e bell'esempio del puro lavoro ecclesiastico di Wren: si eleva per 42 piedi (13 m) di altezza e fu completata nel 1687. La cappella contiene un bel dipinto della Resurrezione nella mezza cupola dell'abside, dipinto da Sebastiano Ricci e dal nipote Marco (che aiutò nella pittura al Royal Hospital) e risale alla fine del regno della regina Anna. La cappella fu consacrata nell'agosto del 1691 e in passato le funzioni religiose si tenevano due volte al giorno. Oggigiorno i servizi sono limitati alla domenica mattina e alle occasioni militari speciali.

### Great Hall
Anche la Great Hall fu progettata da Sir Christopher Wren e in origine era destinata a sala da pranzo, arredata con 16 lunghi tavoli, uno per ogni Long Ward originale. Contiene un grande dipinto murale del 1690 circa, che raffigura Carlo II a cavallo incoronato dalla figura alata della Vittoria, con gli edifici del Royal Hospital sullo sfondo.
Poco prima dell'anno 1800 i pensionati cominciarono a pranzare nei rispettivi reparti e la sala venne quindi utilizzata per scopi ricreativi. Fu qui che il defunto Duca di Wellington fu esposto nel 1852, e il tavolo su cui fu posta la sua bara si trova appena oltre l'ingresso. La sala tornò al suo uso originario come sala da pranzo nel 1955.

### Appartamenti di Stato
Il soffitto riccamente modanato che riporta la cifra di Giacomo II è opera di John Grove, la boiserie è di William Cleere e la raffinata scultura in legno di tiglio sopra il camino è di William Emmett. La sala fu completata tra il 1685 e il 1688. La volta fu completata nel 1685, poco prima della morte di Carlo II. All'interno degli Appartamenti di Stato si trova anche un'Anticamera. Sia la Sala del Consiglio che l'Anticamera possono essere affittate per funzioni private e matrimoni.

### Margaret Thatcher Infirmary

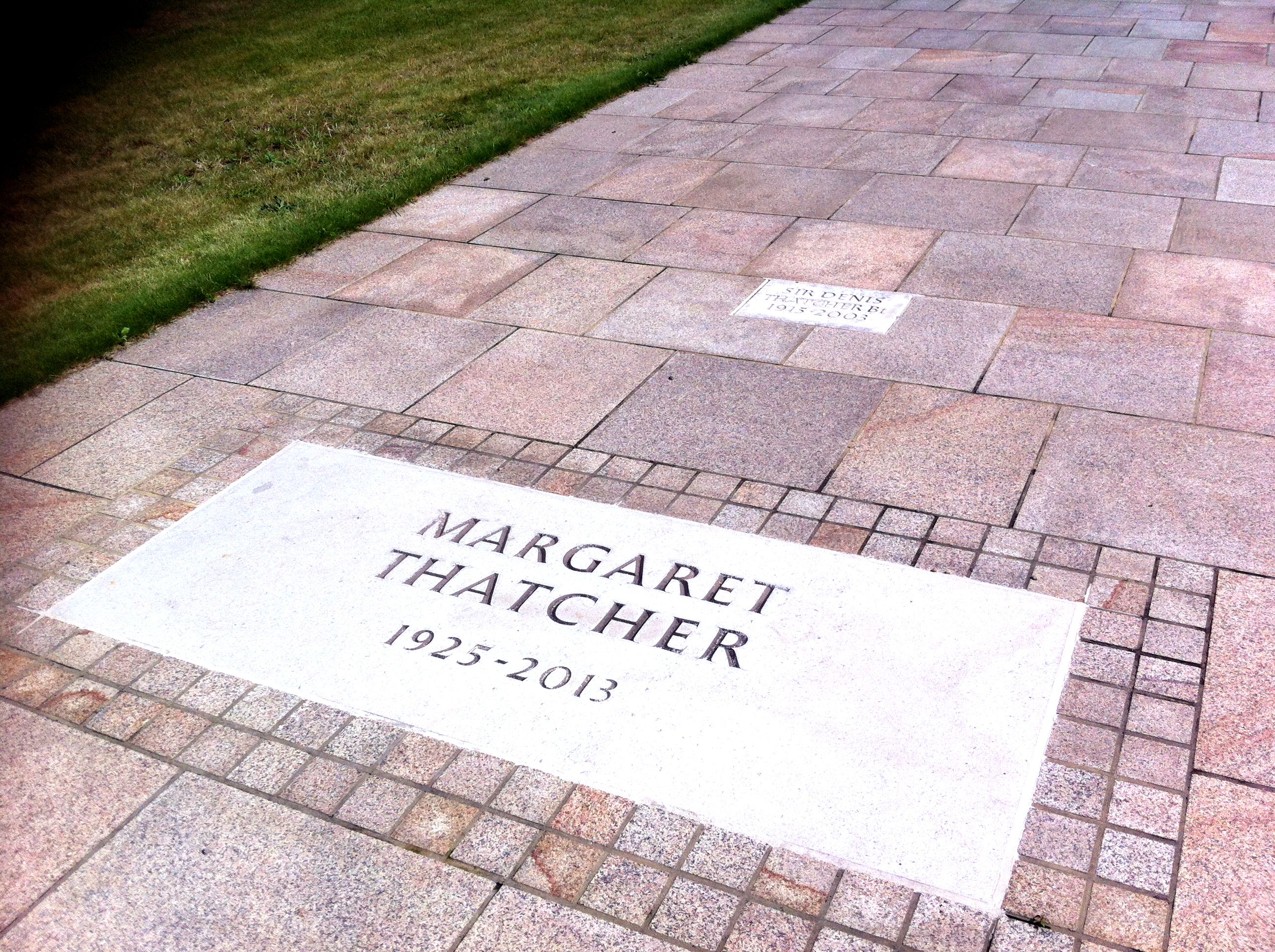
Le tombe di Margaret e Denis Thatcher, le cui ceneri furono sepolte nell'infermeria rispettivamente nel 2013 e nel 2003

La Margaret Thatcher Infirmary ospita circa 100 pensionati di Chelsea. Inaugurata nel 2009 da Carlo, principe di Galles, è una casa di cura all'avanguardia che offre assistenza infermieristica e uno studio medico. La direttrice è responsabile dell'infermeria e dispone di un team composto da infermieri, terapisti e personale sanitario. La MTI dispone di una palestra e di una piscina per l'idroterapia a disposizione dei pensionati. Offre una vasta gamma di attività a cui i pensionati possono partecipare, dai corsi di ceramica ai recital di poesia. L'infermeria ha ricevuto il premio Quality Hallmark Award at Beacon Status (il livello più alto) dal National Gold Standards Framework Centre in End of Life Care nel 2015.

### Cerimonie
L'annuale cerimonia dei formaggi di Natale si basa su una tradizione lunga 300 anni, iniziata nel 1692, quando il Royal Hospital Chelsea chiese a un casaro locale di fornire formaggio ai pensionati per aiutarli a superare il periodo delle feste. Il Dairy Council è ormai al 56° anno di organizzazione di una cerimonia speciale presso l'ospedale, in cui le donazioni dei casari di tutto il Paese vengono presentate ai residenti. Un pensionato di Chelsea taglia il formaggio con una spada cerimoniale e il formaggio viene distribuito tra i pensionati nel periodo natalizio.
Un'altra tradizione annuale del Royal Hospital è la cerimonia della torta natalizia, iniziata nel 1949. È il simbolo dell'amicizia duratura tra Regno Unito e Australia e ha la forma di una torta natalizia offerta all'ospedale dall'Australian Returned and Services League; ogni stato australiano la offre a turno di anno in anno. Anche qui, un pensionato del Royal Hospital taglia la torta con una spada cerimoniale.

## Apertura al pubblico ed eventi
Il museo racconta la storia e la vita del Royal Hospital e dei suoi pensionati, oltre a esporre manufatti, documenti, medaglie, distintivi e uniformi. Tra le aggiunte più recenti ci sono la mazza del Sovrano e la sedia da parata. Un grande diorama raffigura il Royal Hospital e i Ranelagh Gardens come apparivano nel 1742. È possibile prenotare in anticipo visite guidate giornaliere a piedi del sito e del museo, guidate dagli stessi pensionati di Chelsea.
I South Grounds del Royal Hospital vengono utilizzati anche per grandi eventi pubblici, tra cui il famoso Chelsea Flower Show, organizzato dalla Royal Horticultural Society. Lo spettacolo si tiene nel parco dal 1913 e attira circa 165.000 visitatori.
Nel settembre 2022, il Royal Hospital è stato il punto d'incontro di capi di Stato, leader e ambasciatori stranieri in vista del funerale di Elisabetta II del Regno Unito. Da lì, i dignitari viaggiarono in carrozza verso l'abbazia di Westminster.

### Cannone Singora

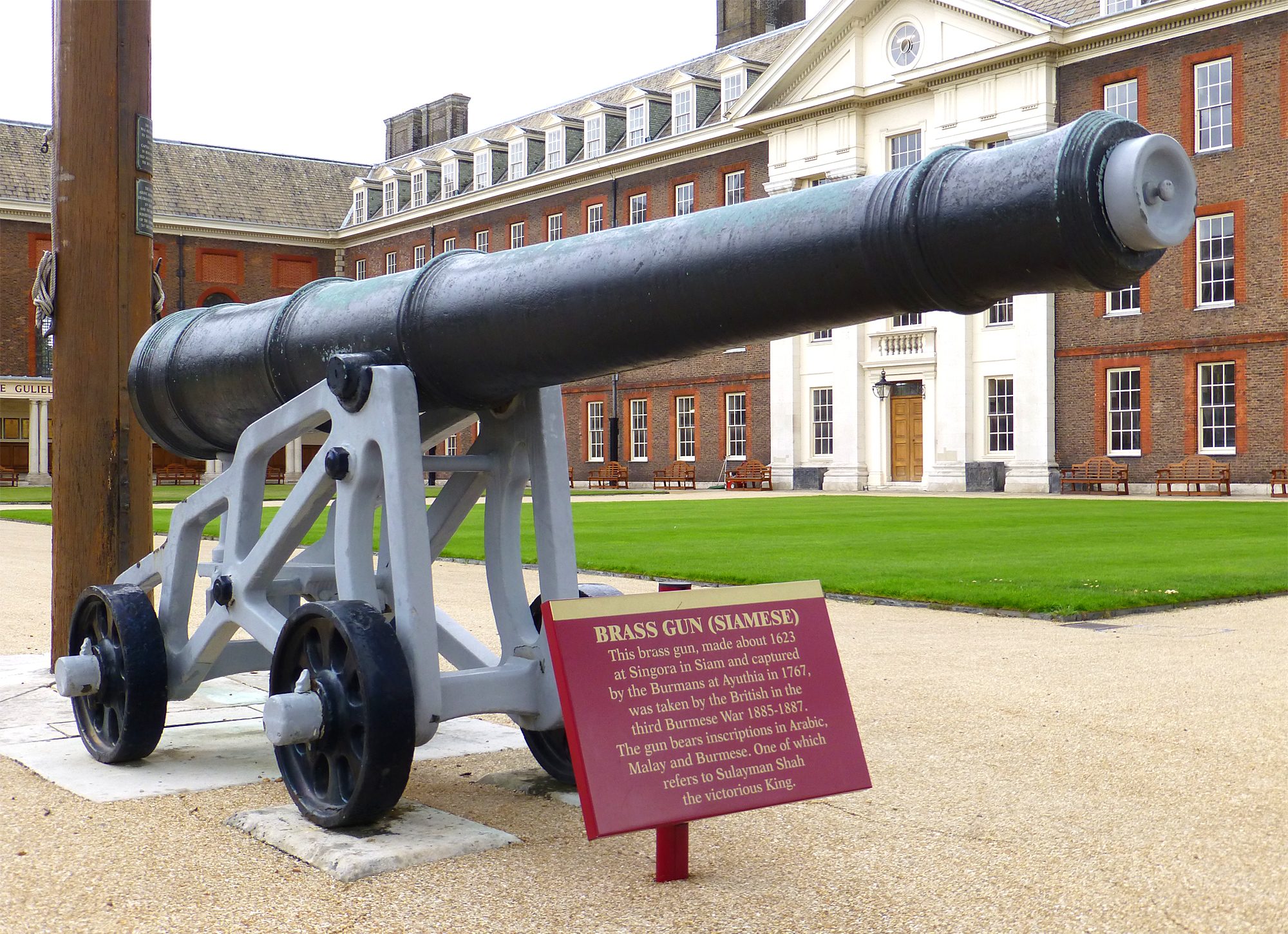
Il cannone di Singora accanto all'asta della bandiera nel parco della Figure Court

In bella mostra nel parco, accanto all'asta della bandiera, c'è un cannone proveniente da Singora recante il sigillo del sultano Sulaiman Shah. Il cannone fu fabbricato intorno al 1623, catturato al Sultanato di Singora dai siamesi nel 1680, sottratto ai siamesi dai birmani durante la guerra birmano-siamese (1765-1767) e trasportato in Birmania. Nella terza guerra anglo-birmana (1885-1887) il cannone fu catturato dagli inglesi e rispedito in Inghilterra.

## Organizzazione
L'ospedale mantiene una "cultura militare che privilegia il cameratismo". I pensionati sono divisi in quattro compagnie, ciascuna guidata da un Capitano degli Invalidi (un ex ufficiale dell'esercito responsabile del "benessere quotidiano, della gestione e dell'amministrazione" dei pensionati sotto la sua tutela).
C'è anche un Segretario che tradizionalmente era responsabile del pagamento delle pensioni dell'esercito, ma oggi si occupa del bilancio annuale, del personale, degli edifici e dei terreni. Altri membri senior del personale includono il medico e chirurgo, la direttrice, il quartiermastro, il cappellano e l'aiutante.
Dal 1702 il Royal Hospital è amministrato da un Consiglio di Commissari. Il presidente d'ufficio del consiglio è Paymaster General. Lo scopo del Consiglio è "guidare lo sviluppo del Royal Hospital, assicurando la cura e il benessere dei residenti e salvaguardando gli edifici storici e i terreni, di cui è proprietario in via fiduciaria".
Il Royal Hospital è anche parte del Kensington and Chelsea Council. La popolazione al censimento del 2011 era di 7.252.

### Elenco dei governatori

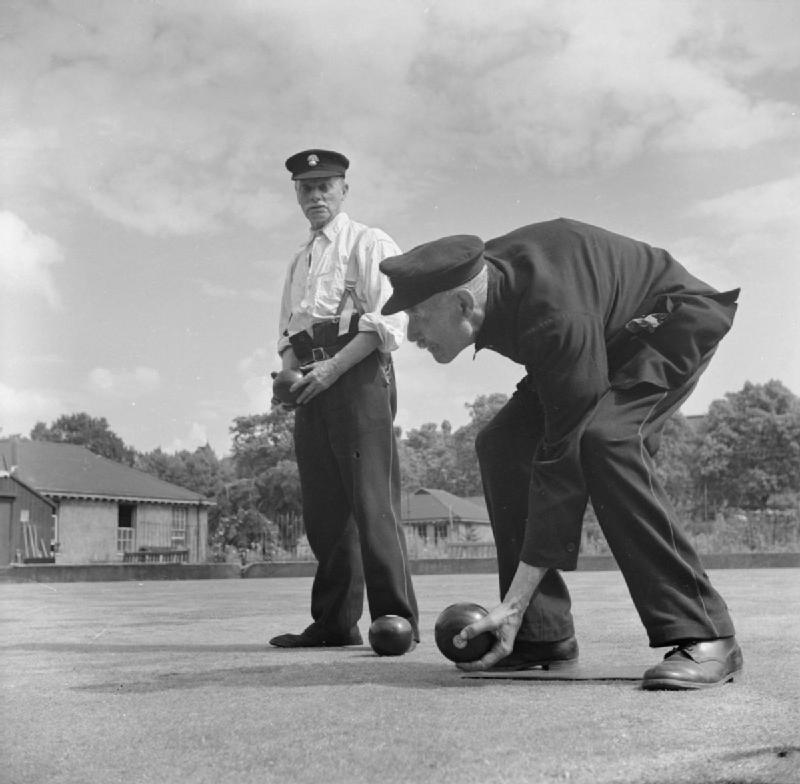
I Chelsea Pensioners si divertono a giocare a bocce nel parco, 1945

Di seguito è riportato l'elenco di coloro che hanno ricoperto la carica di Governatore:
- Brigadier General Thomas Stanwix 1714–1720
- Lieutenant General Charles Churchill 1720–1722
- Lieutenant General William Evans 1722–1740
- Field Marshal Sir Robert Rich, 4th Baronet 1740–1768
- Field Marshal Sir George Howard 1768–1795
- Field Marshal George Townshend 1795–1796
- General Sir William Fawcett 1796–1804
- General Sir David Dundas 1804–1820
- Field Marshal Sir Samuel Hulse 1820–1837
- General Sir Edward Paget 1837–1849
- General Sir George Anson 1849
- General Sir Colin Halkett 1849–1856
- Field Marshal Sir Edward Blakeney 1856–1868
- Field Marshal Sir Alexander Woodford 1868–1870
- General Sir John Pennefather 1870–1872
- Lt-General Sir Sydney Cotton 1872–1874
- Field Marshal Sir Patrick Grant 1874–1895
- Field Marshal Sir Donald Stewart, 1st Baronet 1895–1900
- Field Marshal Sir Henry Norman 1901–1904[20]
- Field Marshal Sir George White 1905–1912
- General Sir Neville Lyttelton 1912–1931
- General Sir Walter Braithwaite 1931–1938
- General Sir Harry Knox 1938–1943
- General Sir Clive Liddell 1943–1949
- General Sir Bernard Paget 1949–1956
- General Sir Cameron Nicholson 1956–1961
- General Sir Frank Simpson 1961–1969
- General Sir Charles Jones 1969–1975
- General Sir Antony Read 1975–1981
- General Sir Robert Ford 1981–1987
- General Sir Roland Guy 1987–1993
- General Sir Brian Kenny 1993–1999
- General Sir Jeremy Mackenzie} 1999–2006
- General The Lord Walker of Aldringham 2006–2011
- General Sir Redmond Watt 2011–2018
- General Sir Adrian Bradshaw 2018–presente